# Exo (Band)/Diskografie
Diese Diskografie ist eine Übersicht über die musikalischen Werke der koreanisch-chinesischen Boygroup Exo. Den Quellenangaben zufolge konnte sie bisher mehr als 31 Millionen Tonträger verkaufen. Ihre erfolgreichste Veröffentlichung ist das Album The War mit über 2,4 Millionen verkauften Einheiten.

## Alben

### Studioalben
| Jahr                       | Titel Musiklabel                             | Höchstplatzierung, Gesamtwochen, AuszeichnungChartplatzierungen (Jahr, Titel, Musiklabel, Platzierungen, Wochen, Auszeichnungen, Anmerkungen) | Höchstplatzierung, Gesamtwochen, AuszeichnungChartplatzierungen (Jahr, Titel, Musiklabel, Platzierungen, Wochen, Auszeichnungen, Anmerkungen) | Höchstplatzierung, Gesamtwochen, AuszeichnungChartplatzierungen (Jahr, Titel, Musiklabel, Platzierungen, Wochen, Auszeichnungen, Anmerkungen) | Anmerkungen                                                                                   |
| Jahr                       | Titel Musiklabel                             | KR | JP | US | Anmerkungen                                                                                   |
| -------------------------- | -------------------------------------------- | --- | --- | --- | --------------------------------------------------------------------------------------------- |
| Südkoreanische Studioalben |                                              | | | |                                                                                               |
|                            |                                              | | | |                                                                                               |
| 2013                       | XOXO SM Entertainment, KT Music              | KR1 (259 Wo.)KR | JP9 (5 Wo.)JP | — | Erstveröffentlichung: 3. Juni 2013 Verkäufe: + 1.284.235                                      |
| 2013                       | Growl SM Entertainment, KT Music             | KR1 (212 Wo.)KR | — | — | Wiederveröffentlichung: 5. August 2013 Verkäufe werden XOXO hinzuaddiert                      |
| 2015                       | Exodus SM Entertainment, KT Music            | KR1 (133 Wo.)KR | — | US95 (1 Wo.)US | Erstveröffentlichung: 30. März 2015 Verkäufe: + 1.276.160                                     |
| 2015                       | Love Me Right SM Entertainment, KT Music     | KR1 (167 Wo.)KR | — | — | Wiederveröffentlichung: 3. Juni 2015 Verkäufe werden Exodus hinzuaddiert                      |
| 2016                       | Ex’Act SM Entertainment, KT Music            | KR1 (91 Wo.)KR | — | — | Erstveröffentlichung: 9. Juni 2016                                                            |
| 2016                       | Lotto SM Entertainment, KT Music             | KR1 (128 Wo.)KR | — | — | Wiederveröffentlichung: 18. August 2016 Verkäufe werden Ex’Act hinzuaddiert                   |
| 2017                       | The War SM Entertainment                     | KR1 (100 Wo.)KR | — | US87 (1 Wo.)US | Erstveröffentlichung: 19. Juli 2017 Verkäufe: + 2.494.137                                     |
| 2017                       | The War: The Power of Music SM Entertainment | KR1 (104 Wo.)KR | — | — | Wiederveröffentlichung: 5. September 2017 Verkäufe werden The War hinzuaddiert                |
| 2018                       | Don’t Mess Up My Tempo SM Entertainment      | KR1 Diamant · (17 Wo.)KR | JP3 (2 Wo.)JP | US23 (2 Wo.)US | Erstveröffentlichung: 2. November 2018 Verkäufe: + 1.500.000                                  |
| 2018                       | Love Shot SM Entertainment                   | KR1 ×2Doppelplatin · (50 Wo.)KR | — | — | Wiederveröffentlichung: 13. Dezember 2018 Verkäufe werden Don’t Mess Up My Tempo hinzuaddiert |
| 2019                       | Obsession SM Entertainment                   | KR1 ×3Dreifachplatin · (57 Wo.)KR | JP16 (3 Wo.)JP | US182 (2 Wo.)US | Erstveröffentlichung: 27. November 2019 Verkäufe: + 750.000                                   |
| 2023                       | Exist SM Entertainment                       | KR1 Diamant + Platin (SMC) · (13 Wo.)KR | JP5 (3 Wo.)JP | — | Erstveröffentlichung: 10. Juli 2023 Verkäufe: + 1.250.000                                     |
| Japanische Studioalben     |                                              | | | |                                                                                               |
|                            |                                              | | | |                                                                                               |
| 2018                       | Countdown Avex Trax                          | — | JP1 Gold · (20 Wo.)JP | — | Erstveröffentlichung: 31. Januar 2018 Verkäufe: JP: + 96.352                                  |

### Livealben
| Jahr | Titel Musiklabel                                    | Höchstplatzierung, Gesamtwochen, AuszeichnungChartplatzierungen (Jahr, Titel, Musiklabel, Platzierungen, Wochen, Auszeichnungen, Anmerkungen) | Höchstplatzierung, Gesamtwochen, AuszeichnungChartplatzierungen (Jahr, Titel, Musiklabel, Platzierungen, Wochen, Auszeichnungen, Anmerkungen) | Anmerkungen                                                |
| Jahr | Titel Musiklabel                                    | KR | JP | Anmerkungen                                                |
| ---- | --------------------------------------------------- | --- | --- | ---------------------------------------------------------- |
| 2014 | Exology Chapter 1: The Lost Planet SM Entertainment | KR1 (46 Wo.)KR | JP22 (1 Wo.)JP | Erstveröffentlichung: 22. Dezember 2014 Verkäufe: + 90.568 |

Weitere Livealben
- 2017: Exo Planet No. 3 – The Exo’rdium [dot]
- 2019: Exo Planet #4 – The EℓyXiOn [dot]
- 2020: Exo Planet #5 – EXplOration

### EPs
| Jahr | Titel Musiklabel                         | Höchstplatzierung, Gesamtwochen, AuszeichnungChartplatzierungen (Jahr, Titel, Musiklabel, Platzierungen, Wochen, Auszeichnungen, Anmerkungen) | Höchstplatzierung, Gesamtwochen, AuszeichnungChartplatzierungen (Jahr, Titel, Musiklabel, Platzierungen, Wochen, Auszeichnungen, Anmerkungen) | Höchstplatzierung, Gesamtwochen, AuszeichnungChartplatzierungen (Jahr, Titel, Musiklabel, Platzierungen, Wochen, Auszeichnungen, Anmerkungen) | Anmerkungen                                                |
| Jahr | Titel Musiklabel                         | KR | JP | US | Anmerkungen                                                |
| ---- | ---------------------------------------- | --- | --- | --- | ---------------------------------------------------------- |
| 2012 | Mama SM Entertainment                    | KR1 (263 Wo.)KR | — | — | Erstveröffentlichung: 9. April 2012 Verkäufe: + 512.385    |
| 2013 | Miracles in December SM Entertainment    | KR1 (173 Wo.)KR | — | — | Erstveröffentlichung: 9. Dezember 2013 Verkäufe: + 562.556 |
| 2014 | Overdose SM Entertainment                | KR1 (184 Wo.)KR | — | US129 (1 Wo.)US | Erstveröffentlichung: 7. Mai 2014 Verkäufe: + 690.591      |
| 2015 | Sing for You SM Entertainment            | KR1 (87 Wo.)KR | — | — | Erstveröffentlichung: 10. Dezember 2015                    |
| 2016 | For Life SM Entertainment                | KR1 (33 Wo.)KR | — | — | Erstveröffentlichung: 19. Dezember 2016                    |
| 2017 | Universe SM Entertainment                | KR1 (76 Wo.)KR | — | — | Erstveröffentlichung: 26. Dezember 2017                    |
| 2021 | Don’t Fight the Feeling SM Entertainment | KR1 Diamant · (21 Wo.)KR | JP3 (2 Wo.)JP | — | Erstveröffentlichung: 7. Juni 2021 Verkäufe: + 1.000.000   |

## Singles
| Jahr | Titel Album                                                             | Höchstplatzierung, Gesamtwochen, AuszeichnungChartplatzierungen (Jahr, Titel, Album, Platzierungen, Wochen, Auszeichnungen, Anmerkungen) | Höchstplatzierung, Gesamtwochen, AuszeichnungChartplatzierungen (Jahr, Titel, Album, Platzierungen, Wochen, Auszeichnungen, Anmerkungen) | Anmerkungen                                              |
| Jahr | Titel Album                                                             | KR | JP | Anmerkungen                                              |
| --- | ----------------------------------------------------------------------- | --- | --- | -------------------------------------------------------- |
| Südkoreanische Singles |                                                                         | | |                                                          |
| |                                                                         | | |                                                          |
| 2012 | What Is Love (사랑은 무엇인가; 爱就是什么?) Mama                        | KR110 (1 Wo.)KR | — | Erstveröffentlichung: 29. Januar 2012 Verkäufe: + 72.749 |
| 2012 | History (역사; 历史) Mama                                               | KR86 (1 Wo.)KR | — | Erstveröffentlichung: 8. März 2012                       |
| 2012 | Mama (마마) Mama                                                        | KR46 (3 Wo.)KR | — | Erstveröffentlichung: 7. April 2012                      |
| 2013 | Wolf (늑대와 미녀; 狼与美女) XOXO                                       | KR10 (6 Wo.)KR | — | Erstveröffentlichung: 30. Mai 2013                       |
| 2013 | Growl (으르렁; 咆哮) Growl                                              | KR2 (41 Wo.)KR | — | Erstveröffentlichung: 5. August 2013                     |
| 2013 | Miracles in December (12월의 기적; 十二月的奇迹) Miracles in December   | KR2 (11 Wo.)KR | — | Erstveröffentlichung: 4. Dezember 2013                   |
| 2014 | Overdose (중독; 上瘾) Overdose                                          | KR2 (17 Wo.)KR | — | Erstveröffentlichung: 7. Mai 2014                        |
| 2014 | December, 2014 (The Winter’s Tale) Exology Chapter 1: The Lost Planet   | KR1 (4 Wo.)KR | — | Erstveröffentlichung: 19. Dezember 2014                  |
| 2015 | Call Me Baby Exodus                                                     | KR2 (21 Wo.)KR | — | Erstveröffentlichung: 30. März 2015                      |
| 2015 | Love Me Right                                                           | KR1 (16 Wo.)KR | — | Erstveröffentlichung: 3. Juni 2015                       |
| 2015 | Lightsaber Sing for You                                                 | KR9 (3 Wo.)KR | — | Erstveröffentlichung: 11. November 2015                  |
| 2015 | Sing for You                                                            | KR3 (14 Wo.)KR | — | Erstveröffentlichung: 10. Dezember 2015                  |
| 2015 | Unfair Sing for You                                                     | KR10 (11 Wo.)KR | — | Erstveröffentlichung: 10. Dezember 2015                  |
| 2016 | Lucky One Ex’Act                                                        | KR5 (10 Wo.)KR | — | Erstveröffentlichung: 9. Juni 2016                       |
| 2016 | Monster Ex’Act                                                          | KR1 (33 Wo.)KR | — | Erstveröffentlichung: 9. Juni 2016                       |
| 2016 | Lotto                                                                   | KR2 (18 Wo.)KR | — | Erstveröffentlichung: 18. August 2016                    |
| 2016 | Dancing King S.M. Station Season 1                                      | KR2 (15 Wo.)KR | — | Erstveröffentlichung: 17. September 2016                 |
| 2016 | For Life                                                                | KR7 (6 Wo.)KR | — | Erstveröffentlichung: 19. Dezember 2016                  |
| 2017 | Ko Ko Bop The War                                                       | KR1 (36 Wo.)KR | — | Erstveröffentlichung: 18. Juli 2017                      |
| 2017 | Power The War: The Power of Music                                       | KR2 (10 Wo.)KR | — | Erstveröffentlichung: 5. September 2017                  |
| 2017 | Universe                                                                | KR2 (38 Wo.)KR | — | Erstveröffentlichung: 26. Dezember 2017                  |
| 2018 | Tempo Don’t Mess Up My Tempo                                            | KR4 (28 Wo.)KR | — | Erstveröffentlichung: 2. November 2018                   |
| 2018 | Love Shot                                                               | KR9 (41 Wo.)KR | — | Erstveröffentlichung: 13. Dezember 2018                  |
| 2019 | Obsession                                                               | KR13 (14 Wo.)KR | — | Erstveröffentlichung: 27. November 2019                  |
| 2021 | Don’t Fight the Feeling                                                 | KR15 (2 Wo.)KR | — | Erstveröffentlichung: 7. Juni 2021                       |
| 2023 | Let Me In Exist                                                         | KR106 (2 Wo.)KR | — | Erstveröffentlichung: 10. Juli 2023                      |
| 2023 | Hear Me Out Exist                                                       | KR124 (1 Wo.)KR | — | Erstveröffentlichung: 10. Juli 2023                      |
| 2023 | Cream Soda Exist                                                        | KR13 (5 Wo.)KR | — | Erstveröffentlichung: 10. Juli 2023                      |
| Japanische Singles |                                                                         | | |                                                          |
| |                                                                         | | |                                                          |
| 2015 | Love Me Right ~romantic universe~ Love Me Right                         | — | JP1 Platin · (30 Wo.)JP | Erstveröffentlichung: 3. Juni 2015                       |
| 2016 | Coming Over                                                             | — | JP2 Platin · (23 Wo.)JP | Erstveröffentlichung: 7. Dezember 2016                   |
| 2018 | Electric Kiss Countdown                                                 | — | — | Erstveröffentlichung: 31. Januar 2018                    |
| 2019 | Bird –                                                                  | — | — | Erstveröffentlichung: 2019                               |
| Folgende Lieder erschienen nicht als Single, wurden aber durch das Album zum Download und Streaming bereitgestellt und konnten somit eine Platzierung erlangen: |                                                                         | | |                                                          |
| |                                                                         | | |                                                          |
| 2013 | Baby, Don’t Cry (인어의 눈물) XOXO                                      | KR31 (1 Wo.)KR | — | Charteinstieg: 7. Juni 2013                              |
| 2013 | Don’t Go (나비소녀) XOXO                                                | KR54 (1 Wo.)KR | — | Charteinstieg: 7. Juni 2013                              |
| 2013 | My Lady XOXO                                                            | KR64 (1 Wo.)KR | — | Charteinstieg: 7. Juni 2013                              |
| 2013 | 3.6.5 XOXO                                                              | KR69 (1 Wo.)KR | — | Charteinstieg: 7. Juni 2013                              |
| 2013 | Peter Pan (피터팬) XOXO                                                 | KR78 (1 Wo.)KR | — | Charteinstieg: 7. Juni 2013                              |
| 2013 | Black Pearl XOXO                                                        | KR81 (1 Wo.)KR | — | Charteinstieg: 7. Juni 2013                              |
| 2013 | Heart Attack XOXO                                                       | KR93 (1 Wo.)KR | — | Charteinstieg: 7. Juni 2013                              |
| 2013 | Let Out The Beast XOXO                                                  | KR97 (1 Wo.)KR | — | Charteinstieg: 7. Juni 2013                              |
| 2013 | Baby XOXO                                                               | KR100 (1 Wo.)KR | — | Charteinstieg: 7. Juni 2013                              |
| 2013 | Wolf (늑대와 미녀) (Exo-K Version) XOXO                                 | KR135 (1 Wo.)KR | — | Charteinstieg: 7. Juni 2013                              |
| 2013 | XOXO (Kisses & Hugs) Growl                                              | KR15 (4 Wo.)KR | — | Charteinstieg: 9. August 2013                            |
| 2013 | Lucky Growl                                                             | KR17 (1 Wo.)KR | — | Charteinstieg: 9. August 2013                            |
| 2013 | Growl (으르렁) (Exo-K Version) Miracles in December                     | KR64 (1 Wo.)KR | — | Charteinstieg: 9. August 2013                            |
| 2013 | Growl (咆哮) (Exo-K Version) Miracles in December                       | KR82 (1 Wo.)KR | — | Charteinstieg: 9. August 2013                            |
| 2013 | XOXO (Chinese Version) Growl                                            | KR98 (1 Wo.)KR | — | Charteinstieg: 9. August 2013                            |
| 2013 | Miracles in December (十二月的奇迹) Miracles in December                | KR47 (1 Wo.)KR | — | Charteinstieg: 6. Dezember 2013                          |
| 2013 | The First Snow (첫 눈) Miracles in December                             | KR1 (… Wo.)KR | — | Charteinstieg: 13. Dezember 2013                         |
| 2013 | Christmas Day Miracles in December                                      | KR5 (4 Wo.)KR | — | Charteinstieg: 13. Dezember 2013                         |
| 2013 | My Turn To Cry Miracles in December                                     | KR9 (1 Wo.)KR | — | Charteinstieg: 13. Dezember 2013                         |
| 2013 | The Star Miracles in December                                           | KR11 (1 Wo.)KR | — | Charteinstieg: 13. Dezember 2013                         |
| 2013 | Miracles in December (Classical Orchestra Version) Miracles in December | KR40 (1 Wo.)KR | — | Charteinstieg: 13. Dezember 2013                         |
| 2013 | The First Snow (初雪) Miracles in December                              | KR61 (1 Wo.)KR | — | Charteinstieg: 13. Dezember 2013                         |
| 2013 | Christmas Day (圣诞节) (Chinese Version) Miracles in December           | KR64 (1 Wo.)KR | — | Charteinstieg: 13. Dezember 2013                         |
| 2013 | The Star (爱离开) (Chinese Version) Miracles in December                | KR65 (1 Wo.)KR | — | Charteinstieg: 13. Dezember 2013                         |
| 2013 | My Turn To Cry (星) (Chinese Version) Miracles in December              | KR67 (1 Wo.)KR | — | Charteinstieg: 13. Dezember 2013                         |
| 2014 | Thunder (Exo-K) Overdose                                                | KR4 (6 Wo.)KR | — | Charteinstieg: 9. Mai 2014                               |
| 2014 | Moonlight (월광) (Exo-K) Overdose                                       | KR5 (3 Wo.)KR | — | Charteinstieg: 9. Mai 2014                               |
| 2014 | Run (Exo-K) Overdose                                                    | KR7 (2 Wo.)KR | — | Charteinstieg: 9. Mai 2014                               |
| 2014 | Love, Love, Love (Exo-K) Overdose                                       | KR8 (2 Wo.)KR | — | Charteinstieg: 9. Mai 2014                               |
| 2014 | Thunder (雷电) (Exo-M) Overdose                                         | KR26 (1 Wo.)KR | — | Charteinstieg: 9. Mai 2014                               |
| 2014 | Moonlight (月光) (Exo-M) Overdose                                       | KR28 (1 Wo.)KR | — | Charteinstieg: 9. Mai 2014                               |
| 2014 | Run (奔跑) (Exo-M) Overdose                                             | KR29 (1 Wo.)KR | — | Charteinstieg: 9. Mai 2014                               |
| 2014 | Love, Love, Love (梦中梦) (Exo-M) Overdose                              | KR30 (1 Wo.)KR | — | Charteinstieg: 9. Mai 2014                               |
| 2014 | Overdose (上瘾) (Exo-M) Overdose                                        | KR20 (1 Wo.)KR | — | Charteinstieg: 9. Mai 2014                               |
| 2014 | Tell Me What Is Love (D.O.) Exology Chapter 1: The Lost Planet          | KR44 (1 Wo.)KR | — | Charteinstieg: 26. Dezember 2014                         |
| 2014 | Love, Love, Love (Acoustic Version) Exology Chapter 1: The Lost Planet  | KR67 (1 Wo.)KR | — | Charteinstieg: 26. Dezember 2014                         |
| 2014 | Beautiful (Suho) Exology Chapter 1: The Lost Planet                     | KR75 (1 Wo.)KR | — | Charteinstieg: 26. Dezember 2014                         |
| 2015 | Call Me Baby (叫我) (Chinese Version) Exodus                            | KR9 (5 Wo.)KR | — | Charteinstieg: 27. März 2015                             |
| 2015 | Playboy Exodus                                                          | KR9 (5 Wo.)KR | — | Charteinstieg: 3. April 2015                             |
| 2015 | Exodus                                                                  | KR11 (6 Wo.)KR | — | Charteinstieg: 3. April 2015                             |
| 2015 | El Dorado Exodus                                                        | KR13 (4 Wo.)KR | — | Charteinstieg: 3. April 2015                             |
| 2015 | My Answer Exodus                                                        | KR14 (4 Wo.)KR | — | Charteinstieg: 3. April 2015                             |
| 2015 | What If.. (시선 둘, 시선 하나) Exodus                                   | KR18 (3 Wo.)KR | — | Charteinstieg: 3. April 2015                             |
| 2015 | Transformer Exodus                                                      | KR19 (3 Wo.)KR | — | Charteinstieg: 3. April 2015                             |
| 2015 | Beautiful Exodus                                                        | KR22 (2 Wo.)KR | — | Charteinstieg: 3. April 2015                             |
| 2015 | Hurt Exodus                                                             | KR23 (2 Wo.)KR | — | Charteinstieg: 3. April 2015                             |
| 2015 | Lady Luck (유성우 (流星雨)) Exodus                                      | KR26 (2 Wo.)KR | — | Charteinstieg: 3. April 2015                             |
| 2015 | El Dorado (黃金國) (Chinese Version) Exodus                             | KR77 (1 Wo.)KR | — | Charteinstieg: 3. April 2015                             |
| 2015 | Exodus (逃脱) (Chinese Version) Exodus                                  | KR80 (1 Wo.)KR | — | Charteinstieg: 3. April 2015                             |
| 2015 | Playboy (壞男孩) (Chinese Version) Exodus                               | KR83 (1 Wo.)KR | — | Charteinstieg: 3. April 2015                             |
| 2015 | My Answer (我的答案) (Chinese Version) Exodus                           | KR84 (1 Wo.)KR | — | Charteinstieg: 3. April 2015                             |
| 2015 | Transformer (變形女) (Chinese Version) Exodus                           | KR87 (1 Wo.)KR | — | Charteinstieg: 3. April 2015                             |
| 2015 | What If.. (兩個視線, 一個視線) (Chinese Version) Exodus                 | KR90 (1 Wo.)KR | — | Charteinstieg: 3. April 2015                             |
| 2015 | Hurt (傷害) (Chinese Version) Exodus                                    | KR91 (1 Wo.)KR | — | Charteinstieg: 3. April 2015                             |
| 2015 | Beautiful (美) (Chinese Version) Exodus                                 | KR92 (1 Wo.)KR | — | Charteinstieg: 3. April 2015                             |
| 2015 | Lady Luck (流星雨) (Chinese Version) Exodus                             | KR97 (1 Wo.)KR | — | Charteinstieg: 3. April 2015                             |
| 2015 | Tender Love Love Me Right                                               | KR4 (6 Wo.)KR | — | Charteinstieg: 5. Juni 2015                              |
| 2015 | Exo 2014 (약속) Love Me Right                                           | KR12 (5 Wo.)KR | — | Charteinstieg: 5. Juni 2015                              |
| 2015 | First Love Love Me Right                                                | KR15 (4 Wo.)KR | — | Charteinstieg: 5. Juni 2015                              |
| 2015 | Love Me Right (漫游宇宙) (Chinese Version) Love Me Right                | KR48 (2 Wo.)KR | — | Charteinstieg: 5. Juni 2015                              |
| 2015 | Tender Love (就是爱) (Chinese Version) Love Me Right                    | KR97 (1 Wo.)KR | — | Charteinstieg: 5. Juni 2015                              |
| 2015 | Girl x Friend Sing For You                                              | KR16 (3 Wo.)KR | — | Charteinstieg: 11. Dezember 2015                         |
| 2015 | On the Snow (발자국) Sing For You                                       | KR18 (5 Wo.)KR | — | Charteinstieg: 11. Dezember 2015                         |
| 2016 | Heaven Ex’Act                                                           | KR16 (4 Wo.)KR | — | Charteinstieg: 10. Juni 2016                             |
| 2016 | Artificial Love Ex’Act                                                  | KR19 (3 Wo.)KR | — | Charteinstieg: 10. Juni 2016                             |
| 2016 | Stronger Ex’Act                                                         | KR22 (2 Wo.)KR | — | Charteinstieg: 10. Juni 2016                             |
| 2016 | Cloud 9 Ex’Act                                                          | KR23 (2 Wo.)KR | — | Charteinstieg: 10. Juni 2016                             |
| 2016 | White Noise (백색소음) Ex’Act                                           | KR24 (3 Wo.)KR | — | Charteinstieg: 10. Juni 2016                             |
| 2016 | One and Only (유리어항) Ex’Act                                          | KR25 (2 Wo.)KR | — | Charteinstieg: 10. Juni 2016                             |
| 2016 | They Never Know Ex’Act                                                  | KR28 (2 Wo.)KR | — | Charteinstieg: 10. Juni 2016                             |
| 2016 | She’s Dreaming (꿈) Lotto                                               | KR11 (3 Wo.)KR | — | Charteinstieg: 19. August 2016                           |
| 2016 | Can’t Bring Me Down Lotto                                               | KR15 (2 Wo.)KR | — | Charteinstieg: 19. August 2016                           |
| 2016 | Monster (LDN Noise Creeper Bass Remix) Lotto                            | KR52 (1 Wo.)KR | — | Charteinstieg: 19. August 2016                           |
| 2016 | Falling For You For Life                                                | KR15 (2 Wo.)KR | — | Charteinstieg: 23. Dezember 2016                         |
| 2016 | What I Want For Christmas For Life                                      | KR18 (2 Wo.)KR | — | Charteinstieg: 23. Dezember 2016                         |
| 2016 | Winter Heat For Life                                                    | KR24 (1 Wo.)KR | — | Charteinstieg: 23. Dezember 2016                         |
| 2016 | Twenty Four For Life                                                    | KR26 (1 Wo.)KR | — | Charteinstieg: 23. Dezember 2016                         |
| 2017 | The Eve (전야 (前夜)) The War                                           | KR9 (10 Wo.)KR | — | Charteinstieg: 21. Juli 2017                             |
| 2017 | What U do? The War                                                      | KR14 (8 Wo.)KR | — | Charteinstieg: 21. Juli 2017                             |
| 2017 | Walk On Memories (기억을 걷는 밤) The War                               | KR15 (7 Wo.)KR | — | Charteinstieg: 21. Juli 2017                             |
| 2017 | Forever The War                                                         | KR16 (6 Wo.)KR | — | Charteinstieg: 21. Juli 2017                             |
| 2017 | Touch It (너의 손짓) The War                                            | KR17 (4 Wo.)KR | — | Charteinstieg: 21. Juli 2017                             |
| 2017 | Diamond (다이아몬드) The War                                            | KR20 (4 Wo.)KR | — | Charteinstieg: 21. Juli 2017                             |
| 2017 | Going Crazy (내가 미쳐) The War                                         | KR23 (4 Wo.)KR | — | Charteinstieg: 21. Juli 2017                             |
| 2017 | Chill (소름) The War                                                    | KR24 (4 Wo.)KR | — | Charteinstieg: 21. Juli 2017                             |
| 2017 | Sweet Lies The War: The Power of Music                                  | KR22 (2 Wo.)KR | — | Charteinstieg: 21. Juli 2017                             |
| 2017 | Boomerang (부메랑) The War: The Power of Music                          | KR28 (2 Wo.)KR | — | Charteinstieg: 8. September 2017                         |
| 2017 | Been Through (지나갈 테니) Universe                                     | KR19 (6 Wo.)KR | — | Charteinstieg: 29. Dezember 2017                         |
| 2017 | Stay Universe                                                           | KR24 (4 Wo.)KR | — | Charteinstieg: 29. Dezember 2017                         |
| 2017 | Fall Universe                                                           | KR30 (3 Wo.)KR | — | Charteinstieg: 29. Dezember 2017                         |
| 2017 | Good Night Universe                                                     | KR31 (1 Wo.)KR | — | Charteinstieg: 29. Dezember 2017                         |
| 2017 | Lights Out Universe                                                     | KR36 (3 Wo.)KR | — | Charteinstieg: 29. Dezember 2017                         |
| 2018 | Ooh La La La (닿은 순간) Don’t Mess Up My Tempo                         | KR43 (9 Wo.)KR | — | Charteinstieg: 2. November 2018                          |
| 2018 | Gravity Don’t Mess Up My Tempo                                          | KR39 (10 Wo.)KR | — | Charteinstieg: 2. November 2018                          |
| 2018 | Sign Don’t Mess Up My Tempo                                             | KR59 (3 Wo.)KR | — | Charteinstieg: 2. November 2018                          |
| 2018 | 24/7 Don’t Mess Up My Tempo                                             | KR53 (5 Wo.)KR | — | Charteinstieg: 2. November 2018                          |
| 2018 | With You (가끔) Don’t Mess Up My Tempo                                  | KR71 (3 Wo.)KR | — | Charteinstieg: 16. November 2018                         |
| 2018 | Smile On My Face (여기 있을게) Don’t Mess Up My Tempo                   | KR74 (3 Wo.)KR | — | Charteinstieg: 16. November 2018                         |
| 2018 | Bad Dream (후폭풍) Don’t Mess Up My Tempo                               | KR79 (3 Wo.)KR | — | Charteinstieg: 16. November 2018                         |
| 2018 | Oasis (오아시스) Don’t Mess Up My Tempo                                 | KR78 (3 Wo.)KR | — | Charteinstieg: 16. November 2018                         |
| 2018 | Damage Don’t Mess Up My Tempo                                           | KR85 (3 Wo.)KR | — | Charteinstieg: 16. November 2018                         |
| 2018 | Trauma (트라우마) Love Shot                                             | KR58 (3 Wo.)KR | — | Charteinstieg: 14. Dezember 2018                         |
| 2018 | Wait Love Shot                                                          | KR65 (5 Wo.)KR | — | Charteinstieg: 14. Dezember 2018                         |
| 2019 | Trouble Obsession                                                       | KR85 (5 Wo.)KR | — | Charteinstieg: 29. November 2019                         |
| 2019 | Groove (춤) Obsession                                                   | KR93 (4 Wo.)KR | — | Charteinstieg: 29. November 2019                         |
| 2019 | Jekyll (지킬) Obsession                                                 | KR96 (1 Wo.)KR | — | Charteinstieg: 22. November 2019                         |
| 2019 | Ya Ya Ya Obsession                                                      | KR104 (2 Wo.)KR | — | Charteinstieg: 22. November 2019                         |
| 2019 | Baby You Are Obsession                                                  | KR106 (2 Wo.)KR | — | Charteinstieg: 22. November 2019                         |
| 2019 | Non Stop Obsession                                                      | KR111 (2 Wo.)KR | — | Charteinstieg: 22. November 2019                         |
| 2019 | Day After Day (오늘도) Obsession                                        | KR109 (2 Wo.)KR | — | Charteinstieg: 22. November 2019                         |
| 2019 | Butterfly Effect (나비효과) Obsession                                   | KR98 (2 Wo.)KR | — | Charteinstieg: 22. November 2019                         |
| 2019 | Obsession (嗜) (Chinese Cersion) Obsession                              | KR171 (1 Wo.)KR | — | Charteinstieg: 22. November 2019                         |
| 2021 | Paradise (파라다이스) Don’t Fight the Feeling                           | KR106 (2 Wo.)KR | — | Charteinstieg: 11. Juni 2021                             |
| 2021 | No Matter (훅!) Don’t Fight the Feeling                                 | KR121 (2 Wo.)KR | — | Charteinstieg: 11. Juni 2021                             |
| 2021 | Runaway Don’t Fight the Feeling                                         | KR126 (2 Wo.)KR | — | Charteinstieg: 11. Juni 2021                             |
| 2021 | Just as Usual (지켜줄게) Don’t Fight the Feeling                        | KR117 (2 Wo.)KR | — | Charteinstieg: 11. Juni 2021                             |
| 2023 | Regret It Exist                                                         | KR183 (1 Wo.)KR | — | Charteinstieg: 14. Juli 2023                             |
| 2023 | Cinderella Exist                                                        | KR175 (1 Wo.)KR | — | Charteinstieg: 14. Juli 2023                             |
| 2023 | Love Fool Exist                                                         | KR197 (1 Wo.)KR | — | Charteinstieg: 14. Juli 2023                             |

## Videoalben
| Jahr | Titel                                            | Höchstplatzierung, Gesamtwochen, AuszeichnungChartsChartplatzierungen (Jahr, Titel, Platzierungen, Wochen, Auszeichnungen, Anmerkungen) | Anmerkungen                            |
| Jahr | Titel                                            | JP | Anmerkungen                            |
| ---- | ------------------------------------------------ | --- | -------------------------------------- |
| 2014 | Exo’s First Box                                  | — | Erstveröffentlichung: 27. März 2014    |
| 2015 | Exo from Exoplanet #1 – The Lost Planet in Japan | JP2 (42 Wo.)JP | Erstveröffentlichung: 18. März 2015    |
| 2015 | Exo from Exoplanet #1 – The Lost Planet in Seoul | — | Erstveröffentlichung: 30. Juni 2015    |
| 2015 | Exo’s Second Box                                 | — | Erstveröffentlichung: 30. Oktober 2015 |
| 2016 | Exo from Exoplanet #2 – The Exo’luxion In Seoul  | — | Erstveröffentlichung: 29. Februar 2016 |
| 2016 | Exo Planet #2 -The Exo’luXion in Japan-          | JP1 (15 Wo.)JP | Erstveröffentlichung: 19. März 2016    |
| 2017 | Exo from Exoplanet #3 – The Exo’rdium in Japan   | JP1 (15 Wo.)JP | Erstveröffentlichung: 8. März 2017     |
| 2017 | Exo from Exoplanet #3 – The Exo’rdium in Seoul   | — | Erstveröffentlichung: 2. Oktober 2017  |
| 2017 | From Happiness                                   | — | Erstveröffentlichung: 7. Dezember 2017 |
| 2018 | Exo Planet #4 – The EℓyXiOn in Japan             | JP4 (11 Wo.)JP | Erstveröffentlichung: 4. Juli 2018     |
| 2018 | Exo Planet #4 – The Elyxion – in Seoul           | — | Erstveröffentlichung: 22. August 2018  |
| 2020 | Exo Planet #5 – EXplOration – in Japan           | JP4 (6 Wo.)JP | Erstveröffentlichung: 26. Februar 2020 |
| 2020 | EXOのあみだで世界旅行～高雄&墾丁編～             | JP5 (3 Wo.)JP | Erstveröffentlichung: 29. Mai 2020     |
| 2022 | Exo FilmLive Japan Tour -Exo Planet 2021-        | JP3 (5 Wo.)JP | Erstveröffentlichung: 22. Februar 2022 |
| 2023 | Exo-L-Japan presents Exo Channel “The Best”      | — | Erstveröffentlichung: 19. Juli 2023    |

## Musikvideos
| Jahr | Titel                          | Künstler        |
| ---- | ------------------------------ | --------------- |
| 2012 | What Is Love                   | Exo-K und Exo-M |
| 2012 | History                        | Exo-K und Exo-M |
| 2012 | Mama                           | Exo-K und Exo-M |
| 2013 | Wolf                           | Exo             |
| 2013 | Music Video Drama Episode 1    | Exo             |
| 2013 | Music Video Drama Episode 2    | Exo             |
| 2013 | Growl                          | Exo             |
| 2013 | Growl Music Video 2nd Version  | Exo             |
| 2013 | Miracles in December           | Exo             |
| 2014 | Overdose                       | Exo-K und Exo-M |
| 2015 | Call Me Baby                   | Exo             |
| 2015 | Love Me Right                  | Exo             |
| 2015 | Lightsaber                     | Exo             |
| 2015 | Sing for You                   | Exo             |
| 2016 | Lucky One                      | Exo             |
| 2016 | Monster                        | Exo             |
| 2016 | Lotto                          | Exo             |
| 2016 | Dancing King (mit Yoo Jae-suk) | Exo             |
| 2016 | Coming Over                    | Exo             |
| 2016 | For Life                       | Exo             |
| 2017 | Ko Ko Bop                      | Exo             |
| 2017 | Power                          | Exo             |
| 2017 | Universe                       | Exo             |
| 2018 | Electric Kiss                  | Exo             |
| 2018 | Tempo                          | Exo             |
| 2018 | Love Shot                      | Exo             |
| 2019 | Obsession                      | Exo             |
| 2021 | Don’t Fight the Feeling        | Exo             |
| 2023 | Let Me In                      | Exo             |
| 2023 | Hear Me Out                    | Exo             |
| 2023 | Cream Soda                     | Exo             |

## Statistik

### Chartauswertung
|                     | JP    | KR     | US    |
| ------------------- | ----- | ------ | ----- |
| Nummer-eins-Alben   | JP1JP | KR20KR | US—US |
| Top-10-Alben        | JP5JP | KR20KR | US—US |
| Alben in den Charts | JP7JP | KR20KR | US5US |

|                       | JP    | KR      |
| --------------------- | ----- | ------- |
| Nummer-eins-Singles   | JP1JP | KR4KR   |
| Top-10-Singles        | JP2JP | KR31KR  |
| Singles in den Charts | JP2JP | KR147KR |

|                          | JP    |
| ------------------------ | ----- |
| Nummer-eins-Videoalben   | JP2JP |
| Top-10-Videoalben        | JP7JP |
| Videoalben in den Charts | JP7JP |

### Auszeichnungen für Musikverkäufe
Anmerkung: Auszeichnungen in Ländern aus den Charttabellen bzw. Chartboxen sind in ebendiesen zu finden.
| Land/RegionAuszeichnungen für Musikverkäufe (Land/Region, Auszeichnungen, Verkäufe, Quellen) | Gold  | Platin     | Diamant     | Verkäufe  | Quellen        |
| -------------------------------------------------------------------------------------------- | ----- | ---------- | ----------- | --------- | -------------- |
| Japan (RIAJ)                                                                                 | Gold1 | 2× Platin2 | —           | 600.000   | riaj.or.jp     |
| Südkorea (KMCA)                                                                              | —     | 6× Platin6 | 3× Diamant3 | 4.500.000 | circlechart.kr |
| Insgesamt                                                                                    | Gold1 | 8× Platin8 | 3× Diamant3 |           |                |